# Dream into Action
Dream into Action è il secondo album del musicista britannico Howard Jones, pubblicato dall'etichetta discografica WEA/Elektra il 23 marzo 1985.

## Tracce

### Lato 1
1. Things Can Only Get Better - 4:02
2. Life in One Day - 3:39
3. No One Is to Blame - 3:28
4. Dream into Action - 3:45
5. Like to Get to Know You Well - 3:59
6. Assault and Battery - 4:51

### Lato 2
1. Look Mama - 3:53
2. Bounce Right Back - 3:55
3. Elegy - 4:20
4. Is There a Difference? - 3:33
5. Automaton - 4:04
6. Hunger for the Flesh - 3:54

La versione CD modifica in gran parte l'ordine delle tracce, aggiungendo due ulteriori brani: Specialty e Why look for the key?